# Royal White Star Bruxelles
Il Royal White Star Bruxelles è stata una società calcistica belga con sede nel comune di Woluwe-Saint-Lambert, nella regione di Bruxelles-Capitale. Fondato nel 1948, il club ha cessato le attività nel 2018. Ha raggiunto l'apice della propria storia sportiva nella stagione 2015-2016 con la vittoria della Division 2, ma non ottenendo la licenza per partecipare alla massima serie del campionato belga.

## Storia
Il club venne fondato nel 1948 come Kapelleveld Football Club, iniziando a giocare nei campionati dilettantistici col bianco e verde come colori sociali, e giocando al campo sportivo di Evere. Nel 1950 il club venne rinominato Woluwe Football Club, i colori sociali cambiati in bianco e nero e il campo da gioco venne spostato allo stadio Fallon di Woluwe-Saint-Lambert. Il club venne affiliato alla federazione calcistica belga nel 1954, ricevendo la matricola numero 5750. Il Woluwe FC venne iscritto alle serie provinciali del Brabante e nel 1959, dopo esser stato promosso dalla terza alla seconda serie provinciale, dovette lasciare lo stadio Fallon per divergenze con le autorità cittadine, tornando a giocare a Kapelleveld.
Nel 1963 il Royal White Star Athletic Club, principale club cittadino, si fuse col Royal Racing Club de Bruxelles, dando vita al Royal Racing White. Il presidente del Woluwe FC, François Tallon, si interessò a recuperare la matricola numero 47 e la stella bianca del logo del White Star, ottenendo solamente la concessione all'uso della stella bianca, poiché il nuovo club tenne viva la matricola 47. Nello stesso anno Tallon cambiò denominazione al club in White Star Woluwe Football Club, e adottando un nuovo logo caratterizzato da una stella bianca su campo rosso e circondata da una scacchiera bianco e nera (la scacchiera venne rimossa successivamente). Nel 1972 al club, che stava attraversando un periodo di difficoltà, venne chiesto di lasciare lo stadio di Kapelleveld; grazie a un rinnovamento nella dirigenza, il club riuscì ad ottenere la disponibilità a giocare al campo numero 2 dello stadio Fallon. L'anno successivo il White Star Woluwe si spostò al campo principale dello stadio Fallon, lasciato libero dal Royal Racing White che si era fuso col Royal Daring Club Molenbeek e trasferitosi a Molenbeek-Saint-Jean.
Nel 1981 il club si fuse con lo Sporting Malou, cambiando denominazione in White Star Malou Woluwe, per poi tornare nel 1994 alla storica denominazione di White Star Woluwe Football Club. Il White Star Woluwe continuò a giocare nelle serie provinciali del Brabante, finché al termine della stagione 2002-2003 conquistò la promozione in Division 4, quarto livello nazionale del campionato belga. Nel 2004 arrivò la promozione in terza serie dopo gli spareggi e nel 2005 il club ottenne il suffisso "Royal". Al termine della stagione 2010-2011 il club concluse al primo posto il proprio raggruppamento di Division 3, venendo così promosso per la prima volta in Division 2, il secondo livello nazionale. Nella stessa stagione raggiunse i quarti di finale della Coppa del Belgio, dove venne eliminato dal Gent.
Nella stagione 2012-2013 il White Star Woluwe raggiunse la testa della classifica della Division 2 al termine del primo periodo, conquistando così il posto nei play-off promozione, che però concluse all'ultimo posto. La stagione fu, però, caratterizzata da una serie di problemi di natura finanziaria che culminò prima con un tentativo di cessione del club a una società che si scoprì poi essere in bancarotta e poi con la squadra, senza stipendio da mesi, in sciopero nel mese di marzo 2013. Il 16 aprile 2013 il club venne messo in liquidazione. Tre giorni dopo venne annunciato l'ingresso nella società del gruppo d'investimento Gulf Dynamic Challenge. Nonostante ciò, al club non venne inizialmente concessa la licenza per la stagione successiva, licenza che, però, il club ottenne dopo essersi appellato alla corte belga d'arbitrato per lo sport.
La stagione 2013-2014 partì col cambio di denominazione in Royal White Star Bruxelles e si concluse con un dodicesimo posto in campionato, piazzamento ripetuto nella stagione successiva. La stagione 2015-2016 vide il White Star Bruxelles conquistare la vetta della classifica all'ultima giornata di campionato a scapito dell'Eupen e dell'Anversa e guadagnando la promozione nella massima serie nazionale per la prima volta. Il 6 maggio 2016, però, al White Star Bruxelles non venne concessa la licenza da parte della federazione belga, venendo così retrocesso nella Division 1 Amateur, mentre la promozione andò all'Eupen. L'anno dopo arrivò anche la retrocessione nella quarta divisione, mentre il 29 settembre 2017 il club, dopo essere stato sfrattato dallo stadio Edmond Machtens, venne escluso dalla federazione belga dal campionato per non aver pagato gli stipendi ai giocatori. Il club venne sciolto per insolvenza il 25 ottobre 2017 dopo una decisione del tribunale francofono di Bruxelles.

## Palmarès

### Competizioni nazionali
- Tweede klasse: 1

2015-2016
- Derde klasse: 1

2010-2011 (gruppo B)

## Statistiche

### Partecipazione ai campionati
| Livello | Categoria          | Partecipazioni | Debutto   | Ultima stagione | Totale |
| ------- | ------------------ | -------------- | --------- | --------------- | ------ |
| 2º      | Division 2         | 5              | 2011-2012 | 2015-2016       | 5      |
| 3º      | Division 3         | 11             | 2004-2005 | 2010-2011       | 12     |
| 3º      | Division 1 Amateur | 1              | 2016-2017 | 2016-2017       | 12     |
| 4º      | Division 4         | 1              | 2003-2004 | 2003-2004       | 2      |
| 4º      | Division 2 Amateur | 1              | 2017-2018 | 2017-2018       | 2      |